# Рэчилэ, Валерия
Валерия Рэчилэ (рум. Valeria Răcilă; род. 2 июня 1957, Stulpicani, Сучава), в замужестве Рошка (рум. Roşca) и ван Гронинген (нидерл. van Groningen) — румынская гребчиха, выступавшая за сборную Румынии по академической гребле в конце 1970-х — середине 1980-х годов. Чемпионка летних Олимпийских игр в Лос-Анджелесе, бронзовая призёрка Олимпийских игр в Москве, обладательница серебряных и бронзовых медалей чемпионатов мира, победительница и призёрка регат национального значения.

## Биография
Валерия Рэчилэ родилась 2 июня 1957 года в коммуне Стулпикани, жудец Сучава, Румыния.
Дебютировала на взрослом международном уровне в сезоне 1978 года, когда вошла в основной состав румынской национальной сборной и выступила на чемпионате мира в Карапиро, где заняла шестое место в программе парных рулевых четвёрок.
В 1979 году побывала на мировом первенстве в Бледе, откуда привезла награду бронзового достоинства, выигранную в парных двойках — в финале пропустила вперёд только экипажи из Восточной Германии и Болгарии.
Благодаря череде удачных выступлений удостоилась права защищать честь страны на летних Олимпийских играх 1980 года в Москве — вместе с напарницей Ольгой Хомеги в решающем финальном заезде парных двоек пришла к финишу третьей позади команд из СССР и ГДР — тем самым завоевала бронзовую олимпийскую медаль.
В 1981 году взяла бронзу в парных рулевых четвёрках на чемпионате мира в Мюнхене.
На мировом первенстве 1982 года в Люцерне стала серебряной призёркой в одиночках, уступив на финише советской гребчихе Ирине Фетисовой.
В 1983 году на чемпионате мира в Дуйсбурге попасть в число призёров не смогла, показала в одиночках шестой результат.
Находясь в числе лидеров гребной команды Румынии, благополучно прошла отбор на Олимпийские игры 1984 года в Лос-Анджелесе (будучи страной социалистического лагеря, формально Румыния бойкотировала эти соревнования по политическим причинам, однако румынским спортсменом всё же разрешили выступить на Играх частным порядком). На сей раз Рэчилэ стартовала в одиночках — в финале обошла всех своих соперниц и стала олимпийской чемпионкой.
После лос-анджелесской Олимпиады Валерия Рэчилэ ещё в течение некоторого времени оставалась в составе румынской национальной сборной и продолжала принимать участие в крупнейших международных регатах. Так, в 1985 году она отправилась представлять страну на чемпионате мира в Хазевинкеле, где выиграла серебряную медаль в одиночках — более трёх секунд проиграла немке Корнелии Линзе. Вскоре по окончании этих соревнований приняла решение завершить спортивную карьеру.
Завершив спортивную карьеру, вышла замуж за голландского гребца Стивена ван Гронингена и в 1986 году уехала на постоянное жительство к мужу в Нидерланды, где родила двоих детей. В 2001 году их семья обосновалась в Румынии.
Впоследствии проявила себя как спортивный функционер и общественный деятель, с 2008 года является директором Бухарестского международного марафона. Принимала участие в протестном движении 2017—2018 годов.